# Sven Bender
Sven Bender (Rosenheim, 27 april 1989) is een Duits voetballer die doorgaans als verdedigende middenvelder of verdediger speelt. Hij verruilde Borussia Dortmund in juli 2017 transfervrij voor Bayer 04 Leverkusen. Zijn tweelingbroer Lars is eveneens profvoetballer. Ze speelden samen bij TSV 1860 München en Bayer 04 Leverkusen. Sinds 2021 speelt Sven samen met zijn broer waar het allemaal begon bij TSV Brannenburg.

## Clubstatistieken
| Seizoen | Club                | Competitie       | Wedstrijden | Doelpunten |
| ------- | ------------------- | ---------------- | ----------- | ---------- |
| 2006/07 | 1860 München II     | Regionalliga Süd | 16          | 2          |
| 2006/07 | 1860 München        | 2. Bundesliga    | 13          | 0          |
| 2007/08 | 1860 München        | 2. Bundesliga    | 27          | 1          |
| 2008/09 | 1860 München        | 2. Bundesliga    | 25          | 0          |
| 2009/10 | Borussia Dortmund   | Bundesliga       | 19          | 0          |
| 2010/11 | Borussia Dortmund   | Bundesliga       | 31          | 1          |
| 2011/12 | Borussia Dortmund   | Bundesliga       | 24          | 1          |
| 2012/13 | Borussia Dortmund   | Bundesliga       | 20          | 1          |
| 2013/14 | Borussia Dortmund   | Bundesliga       | 19          | 1          |
| 2014/15 | Borussia Dortmund   | Bundesliga       | 20          | 0          |
| 2015/16 | Borussia Dortmund   | Bundesliga       | 19          | 0          |
| 2016/17 | Borussia Dortmund   | Bundesliga       | 6           | 0          |
| 2017/18 | Bayer 04 Leverkusen | Bundesliga       | 29          | 2          |
| 2018/19 | Bayer 04 Leverkusen | Bundesliga       | 27          | 0          |
| 2019/20 | Bayer 04 Leverkusen | Bundesliga       | 12          | 0          |

## Interlandcarrière
Bender debuteerde in 2011 in het Duitse nationale elftal, tegen Australië. Hij was een van de vier spelers, die op maandag 28 mei 2012 op het laatste moment afvielen in de selectie van de Duitse bondscoach Joachim Löw voor het EK voetbal 2012 in Oekraïne en Polen. De andere drie afvallers bij het trainingskamp in de Franse plaats Tourrettes waren Marc-André ter Stegen, Julian Draxler en Cacau.

## Erelijst
| Competitie                 |                   |                   |                   |                   |
| Competitie                 | Aantal            | Jaren             |                   |                   |
| Borussia Dortmund          | Borussia Dortmund | Borussia Dortmund | Borussia Dortmund | Borussia Dortmund |
| -------------------------- | ----------------- | ----------------- | ----------------- | ----------------- |
| Kampioen Bundesliga        | 2x                | 2010/11, 2011/12  |                   |                   |
| DFB-Pokal                  | 1x                | 2011/12           |                   |                   |
| DFL-Supercup               | 2x                | 2013, 2014        |                   |                   |
| Duitsland -19              |                   |                   |                   |                   |
| Europees kampioenschap –19 | 1x                | 2008              |                   |                   |